# Maximilian Sciandri
Maximilian "Max" Sciandri (Derby, Derbyshire, Anglaterra, 15 de febrer de 1967) va ser un ciclista anglès de naixement, però que fins a febrer de 1995 va córrer sota nacionalitat italiana per tenir-hi allà els seus orígens familiars. Fou professional entre 1989 i 2004, aconseguint 33 victòries, entre elles 3 etapes del Giro d'Itàlia i una del Tour de França.
Va participar en dues edicions dels Jocs Olímpics, el 1996, a Atlanta, en què guanyà la medalla de bronze en la cursa en ruta individual; i el 2000, a Sydney, en què finalitzà el tretacinquè en la cursa individual.

## Palmarès
- 1989
  - 1r al Giro di Romagna
- 1990
  - 1r al Giro di Romagna
  - 1r al Gran Premi Pino Cerami
  - Vencedor de 5 etapes de la Volta a Aragó
- 1991
  - Vencedor d'una etapa del Giro d'Itàlia
  - Vencedor d'una etapa dels Tres dies de La Panne
- 1992
  - 1r al Kellogg's Tour i vencedor d'una etapa
  - Vencedor d'una etapa del Giro d'Itàlia
  - Vencedor d'una etapa del Tour de Romandia
- 1993
  - 1r a la Volta a Luxemburg i vencedor de 2 etapes
  - 1r al Giro del Vèneto
  - 1r al Gran Premi de Fourmies
  - 1r a la Coppa Placci
  - Vencedor d'una etapa de la Setmana Siciliana
- 1994
  - Vencedor d'una etapa del Giro d'Itàlia
  - Vencedor d'una etapa del Giro del Trentino
- 1995
  - 1r a la Leeds Classic
  - 1r al Gran Premi de Fourmies
  - Vencedor d'una etapa del Tour de França
  - Vencedor d'una etapa de la Tirrena-Adriàtica
  - Vencedor d'una etapa dels Tres dies de La Panne
- 1996
  - Vencedor d'una etapa de la París-Niça
  -  Medalla de bronze als Jocs Olímpics d'Atlanta en ruta individual
- 1998
  - Vencedor de 2 etapes del Critèrium del Dauphiné Libéré
- 2000
  - 1r al Giro del Lazio
  - Vencedor d'una etapa del Rapport Tour

### Resultats al Tour de França
- 1990. 154è de la classificació general
- 1992. Abandona (7a etapa)
- 1993. 71è de la classificació general
- 1995. 47è de la classificació general. Vencedor d'una etapa
- 1996. Abandona (11a etapa)
- 1997. 67è de la classificació general
- 1998. Abandona (16a etapa)

### Resultats al Giro d'Itàlia
- 1991. Abandona. Vencedor d'una etapa
- 1992. 88è de la classificació general. Vencedor d'una etapa
- 1994. Abandona. Vencedor d'una etapa
- 2000. 67è de la classificació general
- 2001. 58è de la classificació general
- 2002. 68è de la classificació general

### Resultats a la Volta a Espanya
- 1991. Abandona
- 1996. Abandona